# تشارلز أوستين
تشارلز أوستين (بالإنجليزية: Charles Austin) هو واثب عالي أمريكي، ولد في 19 ديسمبر 1967 في باي سيتي في الولايات المتحدة.

## وصلات خارجية
- الموقع الرسمي
- تشارلز أوستين على موقع الاتحاد الدولي لألعاب القوى (الإنجليزية)
- تشارلز أوستين على موقع الاتحاد الأمريكي لسباقات المضمار والميدان (الإنجليزية)
- تشارلز أوستين على موقع الاتحاد الأمريكي لسباقات المضمار والميدان، قاعة المشاهير (الإنجليزية)
- تشارلز أوستين على موقع أوليمبيديا (الإنجليزية)
- تشارلز أوستين على موقع اللجنة الأولمبية والبارالمبية الأمريكية (الإنجليزية)